# 社會民主黨 (葡萄牙)
社會民主黨（葡萄牙語：Partido Social Democrata，發音：[pɐɾˈtidu susiˈaɫ dɨmuˈkɾatɐ]，缩写为）是葡萄牙的一个自由保守主義政黨。在選票上，該黨名稱為民主人民党/社会民主党，民主人民黨是该党的旧称。
社會民主黨成立於1974年康乃馨革命後兩周。1979年，該黨與其他中間偏右政黨組成民主聯盟，拿下當年議會選舉，結束左翼執政。1983年葡萄牙議會選舉後，社民黨與對手社會黨組成大聯合政府。阿尼巴爾·卡瓦科·席爾瓦率領該黨贏得1985年葡萄牙議會選舉。席爾瓦出任總理長達10年，推動經濟自由化並於1987年及1991年兩度在選舉中拿下壓倒性勝利。社民黨在1995年葡萄牙議會選舉中落敗，開始7年的在野時期。2002年葡萄牙議會選舉，社民黨在若澤·曼努埃爾·巴羅佐領導下再次勝選，但在2005年葡萄牙議會選舉再次落敗。佩德羅·帕索斯·科埃略在2010年3月26日就任领袖，1年後就任總理。
佩德羅·帕索斯·科埃略在2010年3月26日就任社民黨黨魁。2011年葡萄牙議會選舉，社民黨勝選，在共和國議會230席中拿下108席。佩德羅·帕索斯·科埃略就任總理，與人民黨組建聯合政府。
雖然名為社會民主黨，該黨卻是中間偏右的保守派政黨，與右翼的CDS—人民党結盟。該黨最初成立時是反對極右派的法西斯政權，為中間偏左的社會民主主義政黨，與社會黨相似，惟在1980年代阿尼巴爾·卡瓦科·席爾瓦執掌社民黨後開始右傾。社會民主黨為歐洲人民黨和國際中間派民主聯盟的成員，在1996年以前為歐洲自由民主改革黨與國際自由聯盟成員。
該黨机关報為《自由人民》週報。

## 歷史

### 成立
1974年5月6日，簡尼路、鮑仕民和若阿金·马加良斯·莫塔成立人民民主黨。黨報《自由人民》在1974年7月13日首度發行。1975年1月17日，該黨將6300人的連署書送至最高法院，八天後批准成為合法政黨。
康乃馨革命後，社會民主黨在1974—1979年為執政聯盟成員。這段期間是葡萄牙政治的過渡時期。為反對社會黨執政下主導的偏社會主義的憲法，1979年，社民黨與民主社會中間社會黨（現人民黨）及其他小型右派政黨組成選舉聯盟民主聯盟。民主聯盟拿下該年議會選舉，社民黨领袖簡尼路就任總理。1980年，民主聯盟擴大在議會的多數優勢，但簡尼路在同年12月4日的空難中喪生。弗朗西斯科·平托·巴爾塞芒就任新任领袖和總理，主導1982年的修憲，但未能獲取人民支持。
民主聯盟在1983年解散，社民黨在同年選舉後與社會黨組成大聯合政府——中間集團。包括阿尼巴爾·卡瓦科·席爾瓦在內的許多社民黨右派人士反對加入社會黨領導的聯合政府，因此在卡瓦科·席爾瓦當選领袖後，大聯合政府垮台。

### 卡瓦科·席爾瓦時期

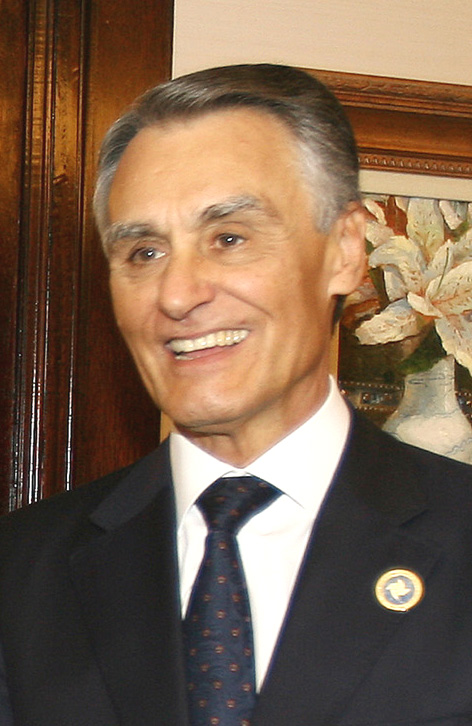
阿尼巴爾·卡瓦科·席爾瓦，1985－1995年任葡萄牙總理，2006－2016年任葡萄牙總統

社民黨在1985年大選中獲勝，卡瓦科·席爾瓦就任總理。席爾瓦任內，通常市場經濟自由化與減稅造就了經濟成長，並在1989年修憲廢除涉及社會主義的條款。1987年大選，社民黨獲得壓倒性勝利，得票率達50.2%，議會250席中拿下148席－葡萄牙史上第一次單一政黨取得絕對多數。該黨輕鬆贏得1991年大選，卡瓦科·席爾瓦第三度連任，但高失業率讓卡瓦科·席爾瓦政府失去民意支持。卡瓦科·席爾瓦在1995年辭去黨魁，社民黨也在同年選舉中落敗，結束長達十五年的執政。

### 後卡瓦科·席爾瓦時期
社民黨在1999年大選中再度敗北。他們在2002年大選中重回第一大黨寶座，並與右翼的人民黨組成執政聯盟。黨魁若澤·曼努埃爾·巴羅佐就任總理。巴羅佐在當選歐盟執委會主席後辭去總理一職，常與他意見相左的佩德羅·桑塔納·洛佩茲（Pedro Santana Lopes）繼任黨魁與總理。
2005年大選，桑塔納·洛佩茲領導的社民黨遭遇1983年以來最大的挫敗。該黨失去30席議員席次，僅剩75席，社會黨連同其他左翼政黨取得絕對多數。
前總理阿尼巴爾·卡瓦科·席爾瓦在2006年與2011年兩度贏得葡萄牙總統選舉，成為自1974年康乃馨革命以來首位中間偏右總統。
2009年歐洲議會選舉，社民黨擊敗執政的社會黨，得票率達31.7%，拿下8席歐洲議員。社會黨得票率26.5%，獲得7席歐洲議員。
2009年大選，雖然普遍認為將「重繪政治版圖」，這次社會黨議席減少，僅依靠其他左翼政黨包括共產黨的支持組織少數派政府，社民黨仍未能擊敗社會黨。
人民對於社會黨處理經濟危機與政府無法獲得其他政黨支持進行必要性改革感到失望，社民黨在國會推動不信任動議，迫使社會黨的總理若瑟·蘇格拉底辭職，並提前大選。
2011年葡萄牙議會選舉，社民黨以38.06%的支持率大幅領先社會黨的28%。社民黨與人民黨組成執政聯盟，是1991年以來最具多數優勢的執政聯盟。

## 派系
社會民主黨被認為是「權力型政黨」（partido do poder），而非以意識形態為基礎的政黨。 該黨常採取實用的「大帳篷」（big tent）政黨策略贏得選舉。 由於這項來自卡瓦科·席爾瓦時期的策略，社民黨形成許多派系，多數為中間派和中間偏右（包括自由派、基督教民主主義派和保守派），也有被視為右翼，以及較社會黨和共產黨為右的社會民主主義派和前共產主義派：
社民黨創立時的主要派系。在該黨的歷史中，右派政治人物加入此派系以獲得權力和影響該國政治（參見自由主義派、保守主義派、右派民粹主義派和新自由主義派）。他們不追隨傳統社會民主主義，而是遵循簡尼路含有中間派與左派民粹主義的「葡萄牙社會民主主義」。他們遵循一種反階級鬥爭/跨階級政黨策略。所有該黨其他成員皆遵從這條路線。最具代表性人物包括前黨魁簡尼路與卡瓦科·席爾瓦、阿爾伯特·若奧·雅爾丁（Alberto João Jardim，創黨黨員之一及反新自由主義者）、路易斯·菲利浦·梅內塞斯（Luís Filipe Menezes，稱社民黨為「溫和左派黨」）。若瑟·曼德斯·伯塔（José Mendes Bota）是另一位左派民粹主義者。 葡萄牙社會民主主義者以博維斯塔小組（Grupo da Boavista）為中心。
追隨傳統社會民主主義。他們創黨之初與葡萄牙社會民主主義派共存，主張「非馬克思進步主義路線」。 其中許多人（前黨魁安東尼奧·索沙·弗朗科、創黨黨員麥哲倫·莫塔、女性主義者納塔莉亞·柯瑞亞）提出「迫切選項」（Opções Inadiáveis）宣言，離開另創「獨立社會民主協會」（Associação Social Democrata Independente, ASDI） 與「社會民主運動」（Movimento Social Democrata, MSD），在1970年代至80年代與社會黨組成選舉聯盟。部分加入民主革新者黨。另一個退黨加入社會黨的歐洲式社會民主主義者是海倫娜·羅賽塔（Helena Roseta）。仍留在社民黨內的歐洲式社會民主主義派吸收了現在的右派路線或葡萄牙社會民主主義。現在他們包括了前共產主義出身的中間偏左政治人物季塔·塞亞布拉（Zita Seabra）。巴羅佐可能已從柴契爾主義轉為社會民主主義。 諷刺的是，在2008年，兩個社會民主主義派支持經濟面主張新自由主義、社會面主張保守主義的李瑪莉（Manuela Ferreira Leite）。
創黨時的另一主要派系。社民黨一直在北部和農業地區表現出色。當索沙·弗朗科和受德國社民黨啟發的社會民主主義者與其他黨內成員決裂時，他提到「簡尼路的農業派系與更為溫和、更忠實社會民主主義、接近赫爾穆特·施密特立場的都會派系」間的分歧。 由於農業主義對於社民黨政治的選舉影響，他們可被視為融入或影響多數派系。
由於薩拉查主義者在康乃馨革命後含有右派（以及其他相關詞彙如「自由」、「保守」等等）意涵，以及經濟自由主義在政治不具吸引力，除了1974年天主教君主主義「自由黨」與中間派自由主義「民主革新者黨」外，沒有任何明確的自由或保守政黨在1974年後的葡萄牙成立，所以自由主義者開始在社民黨內活動。這個「同一帽子下的社會主義與自由主義」策略在卡瓦科·席爾瓦時期十分成功，社民黨在當時放棄加入社會黨國際，而成為國際自由聯盟與歐洲自由民主改革黨成員。直到1996年，該黨才轉而加入國際中間派民主聯盟與歐洲人民黨。此後自由主義派－社會民主主義派的裂痕（或即自由－保守－民粹－社會民主主義的裂痕）一直困擾著黨的凝聚力和行動。 巴羅佐（在1983年代轉變立場的前革命毛主義者）有時被稱為黨內最純粹的自由主義者。 至於社會自由主義者，部分人士試著將社會民主主義與社會自由主義連結至社民黨，指出早期的社民黨為自由主義 或部份社會自由主義 政黨，而社會自由主義有時被認定是該黨傳統上支持的社會市場經濟傳統。 甚至「社會自由運動」成員也承認社會自由主義者（和其他自由主義者）在社民黨內的存在。
部分人士認為社民黨最初是源自於基督教社會主義與基督教民主主義，或是包含這些思想。 馬塞洛·列貝洛·德索沙（Marcelo Rebelo de Sousa）和保羅·蘭傑爾（Paulo Rangel）是重要基督教社會主義者。.
不同於激進右派民粹主義者、民粹中間派與中間偏左社會民主主義者（如若奧·雅爾丁和簡尼路）、民粹主義包含者（如卡瓦科·席爾瓦）、 人民黨疑歐民粹主義者，他們主張社會經濟自由保守主義/保守自由主義和溫和、文化宗教保守主義和國際民族保守主義。主要人物為佩德羅·桑塔納·洛佩茲。雖然主要右派民粹主義者在創黨時就加入，但他們是明確的右派人士，並部分同意簡尼路的政治哲學。由於社民黨是兩黨政黨之一，許多人民黨的右派民粹主義者加入社民黨。路易斯·菲利浦·梅內塞斯通常被認為是民粹主義者，但他試著將社民黨帶回「左派」路線，不同於自由保守/保守自由民粹主義者。
由於後革命時期反右派的立場（參照自由派），沒有明確的保守主義政黨在葡萄牙成立。保守主義者在人民黨和社民黨內活動。由於常常連接至新自由主義派，純粹保守主義者在黨內十分稀少，通常主張經濟面溫和而社會面保守。瓦斯科·普利多·瓦倫泰（Vasco Pulido Valente）是高度菁英主義者、文化純粹主義者（不同於黨內多數政治人物有著部分民粹主義或菁英政治主義）、高度保守主義者和傳統主義者。
大多是前共产主义者或前左翼人士，支持小布希政府的政策，并在葡萄牙政坛中捍衛類似觀點。代表人物有若瑟·帕切科·培雷拉（José Pacheco Pereira）（尽管他对小布什入侵伊拉克理论的支持有时会受到质疑）。 他們常因支持卡瓦科主義而被稱為「卡瓦科派」，捍卫他们应该对左翼及社会自由主义采取强硬态度的立场。
卡瓦科·席爾瓦將新自由主義引進葡萄牙經濟。卡瓦科·席爾瓦（自稱是新凱因斯主義者）未推行雷根經濟學或柴契爾主義式策略，而是採取社會民主主義混合體與許多（右派和左派）民粹主義和新凱因斯主義政策。若奧·雅爾丁描述了社民黨內不一致的新自由主義：「這些芝加哥小子有著有趣的想法，但當選舉時，舊凱因斯主義依舊重要。」 卡瓦科·席爾瓦與巴羅佐被認為是最接近新自由主義的黨魁。 最純粹的代表人物是李瑪莉，但她自稱是「社會民主主義者」並表示「我不是真的自由主義者，也不是民粹主義者」，並在黨內分裂後帶領社會民主主義派系。
卡瓦科·席爾瓦時代以來的一般社民黨選民與政治人物。卡瓦科·席爾瓦自稱是新凱因斯主義者、最初社民黨中間偏左路線成員之一、支持社會自由主義與中間派民粹主義經濟政策，他本身是保守主義者（反對同性婚姻和墮胎）與天主教徒。 因此卡瓦科主義應被認為是「混合體」或政治融合主義。 另一個類似人物是瓦斯科·格拉薩·莫拉（Vasco Graça Moura），他主張經濟社會民主主義但反對同性戀進入軍隊，自稱為「中間偏左反動者」。
與重疊派不同。仍然在（欧洲式与葡萄牙）社會民主主義、社會自由主義或其他中間派間猶疑不定。
主張務實路線，在意識形態議題上較不嚴謹。雖然對私有化和公民社會採取開放態度，但在言談上接近黨內中間偏左派系。主要人物為佩德羅·帕索斯·科埃略，他主張非左非右，「主要議題是新與舊」 ，但他的對手稱他是自由主義者（保守自由主義或歐洲新自由主義），主張許多自由主義以及美國民主黨的自由主義，而被支持者稱為「社民黨的歐巴馬」。他們（如同密切結盟的中間派）支持私有化、社會正義、政府監管、仲裁和策略性參與經濟。此派與長久領導該黨的社民黨右傾派系不合，並反對重疊派的混合體。

## 選舉結果

### 議會
| 年份 | 共和国议会     | 共和国议会     | 共和国议会     | 共和国议会 | 共和国议会 | 政府                                | 排名 | 領導人                 |
| 年份 | 得票數         | %              | ±pp            | 席位數     | +/−        | 政府                                | 排名 | 領導人                 |
| ---- | -------------- | -------------- | -------------- | ---------- | ---------- | ----------------------------------- | ---- | ---------------------- |
| 1975 | 1,507,282      | 26.4%          |                | 81 / 250   |            | 葡萄牙制憲會議                      | 2nd  | 弗朗西斯科·薩·卡內羅   |
| 1976 | 1,335,381      | 24.4%          | ▼2.0           | 73 / 263   | ▼8         | 反對黨                              | 2nd  | 弗朗西斯科·薩·卡內羅   |
| 1979 | 葡萄牙民主聯盟 | 葡萄牙民主聯盟 | 葡萄牙民主聯盟 | 80 / 250   | ▲7         | 多數政府                            | 1st  | 弗朗西斯科·薩·卡內羅   |
| 1980 | 葡萄牙民主聯盟 | 葡萄牙民主聯盟 | 葡萄牙民主聯盟 | 82 / 250   | ▲2         | 多數政府                            | 1st  | 弗朗西斯科·薩·卡內羅   |
| 1983 | 1,554,804      | 27.2%          |                | 75 / 250   | ▼7         | 中央集團 PS-PSD                     | 2nd  | 卡洛斯·莫塔·平托       |
| 1985 | 1,732,288      | 29.9%          | ▲2.7           | 88 / 250   | ▲13        | 少數派政府                          | 1st  | 阿尼巴尔·卡瓦科·席尔瓦 |
| 1987 | 2,850,784      | 50.2%          | ▲20.3          | 148 / 250  | ▲60        | 多數政府                            | 1st  | 阿尼巴尔·卡瓦科·席尔瓦 |
| 1991 | 2,902,351      | 50.6%          | ▲0.4           | 135 / 230  | ▼13        | 多數政府                            | 1st  | 阿尼巴尔·卡瓦科·席尔瓦 |
| 1995 | 2,014,589      | 34.1%          | ▼16.5          | 88 / 230   | ▼47        | 反對黨                              | 2nd  | 盧基立                 |
| 1999 | 1,750,158      | 32.3%          | ▼1.8           | 81 / 230   | ▼7         | 反對黨                              | 2nd  | 若泽·曼努埃尔·巴罗佐   |
| 2002 | 2,200,765      | 40.2%          | ▲7.9           | 105 / 230  | ▲24        | 聯合政府 PSD-民主和社会中心－人民党 | 1st  | 若泽·曼努埃尔·巴罗佐   |
| 2005 | 1,653,425      | 28.8%          | ▼11.4          | 75 / 230   | ▼30        | 反對黨                              | 2nd  | 佩德罗·桑塔纳·洛佩斯   |
| 2009 | 1,653,665      | 29.1%          | ▲0.3           | 81 / 230   | ▲6         | 反對黨                              | 2nd  | 李瑪莉                 |
| 2011 | 2,159,181      | 38.7%          | ▲9.6           | 108 / 230  | ▲27        | 聯合政府 PSD-民主和社会中心－人民党 | 1st  | 佩德罗·帕索斯·科埃略   |
| 2015 | 葡萄牙前進     | 葡萄牙前進     | 葡萄牙前進     | 89 / 230   | ▼19        | 反對黨                              | 1st  | 佩德罗·帕索斯·科埃略   |
| 2019 | 1,457,704      | 27.8%          |                | 79 / 230   | ▼10        | 反對黨                              | 2nd  | Rui Rio                |
| 2022 | 1,571,811      | 27.8%          |                | 77 / 230   | ▼2         | 反對黨                              | 2nd  | Rui Rio                |
| 2024 | 葡萄牙民主聯盟 | 葡萄牙民主聯盟 | 葡萄牙民主聯盟 | 79 / 230   | ▲2         | 聯合政府 PSD-民主和社会中心－人民党 | 1st  | 路易斯·蒙特内格罗      |

### 歐洲議會
| 選舉年份 | 欧洲议会   | 欧洲议会   | 欧洲议会   | 欧洲议会 | 欧洲议会 | 排名 | 候選人                |
| 選舉年份 | 得票數     | %          | ±pp        | 席位數量 | +/       | 排名 | 候選人                |
| -------- | ---------- | ---------- | ---------- | -------- | -------- | ---- | --------------------- |
| 1987     | 2,111,828  | 37.5%      |            | 10 / 24  |          | 1st  | 佩德罗·桑塔纳·洛佩斯  |
| 1989     | 1,358,958  | 32.8%      | ▼4.7       | 9 / 24   | ▼1       | 1st  | António Capucho       |
| 1994     | 1,046,918  | 34.4%      | ▲1.6       | 9 / 25   | ━ 0      | 2nd  | Eurico de Melo        |
| 1999     | 1,078,528  | 31.1%      | ▼3.3       | 9 / 25   | ━ 0      | 2nd  | José Pacheco Pereira  |
| 2004     | 葡萄牙力量 | 葡萄牙力量 | 葡萄牙力量 | 7 / 24   | ▼2       | 2nd  | João de Deus Pinheiro |
| 2009     | 1,131,744  | 31.7%      |            | 8 / 22   | ▲1       | 1st  | Paulo Rangel          |
| 2014     | 葡萄牙聯盟 | 葡萄牙聯盟 | 葡萄牙聯盟 | 6 / 21   | ▼2       | 2nd  | Paulo Rangel          |
| 2019     | 727,224    | 21.9%      |            | 6 / 21   | ━ 0      | 2nd  | Paulo Rangel          |

### 澳门立法会
| 年度 | 澳门立法会 | 澳门立法会 | 澳门立法会 | 澳门立法会 | 澳门立法会 | 排名   | 候選人 |
| 年度 | 票數       | %          | ±pp        | 議會席次   | +/         | 排名   | 候選人 |
| ---- | ---------- | ---------- | ---------- | ---------- | ---------- | ------ | ------ |
| 1980 | 1,433      | 59.3%      |            | 4 / 6      |            | 第一名 | 宋玉生 |
| 1984 | 16,003     | 14.6%      | ▼44.7      | 4 / 6      | ━ 0        | 第一名 | 宋玉生 |
| 1988 | 6,298      | 31.4%      | ▲16.8      | 3 / 6      | ▼1         | 第二名 | 宋玉生 |
| 1992 | 948        | 3.4%       | ▼28        | 0 / 8      | ▼3         | 第九名 | 宋玉生 |

## 總理
- 弗朗西斯科·薩·卡內羅：1979 – 1980
- 弗朗西斯科·平托·巴爾塞芒：1981 – 1983
- 阿尼巴爾·卡瓦科·席爾瓦：1985 – 1995
- 若澤·曼努埃爾·巴羅佐：2002 – 2004
- 佩德羅·桑塔納·洛佩茲：2004 – 2005
- 佩德羅·帕索斯·科埃略：2011 – 2015

## 總統
- 阿尼巴爾·卡瓦科·席爾瓦：2006 – 2016
- 馬塞洛·雷貝洛·德索薩：2016 –

## 外部連結
- 社會民主黨官方網站 （页面存档备份，存于）（葡萄牙文）